# Czartoryski (herb książęcy)
Czartoryski (Czartoryski I, Czartoryski Książę) – polski herb książęcy, odmiana herbu Pogoń Litewska. Herb własny rodziny Czartoryskich.

## Opis herbu

### Opis historyczny
Juliusz Ostrowski blazonuje herb następująco:

W polu czerwonem na białym koniu pędzi rycerz w zbroi z wzniesionym mieczem w prawej, a błękitną tarczą z krzyżem podwójnym złotym na lewym ręku, u dołu na prawo – wierzchołki trzech baszt. Tarczę osłania płaszcz czerwony podbity gronostajami i mitra.

### Opis współczesny
Opis skonstruowany współcześnie brzmi następująco:
Na tarczy o polu czerwonym rycerz na koniu wspiętym, z mieczem i tarczą owalną, błękitną, na której krzyż podwójny złoty, a pod nim, z prawej, trzy baszty.
Całość otacza płaszcz heraldyczny, podbity gronostajem.
Płaszcz zwieńcza mitra książęca.

## Geneza
Czartoryskim herb książęcy ma przysługiwać na podstawie rodowodu książąt litewskich. Wywodzą się bowiem od wielkiego księcia Giedymina, prawdopodobnie ze szczepu jego syna, Koriata Giedyminowicza, co potwierdzają ostatnie badania genetyczne. Przebadani przedstawiciele rosyjskiej linii Czartoryskich, znanej z przekazów od XVII w., posiadają taką samą haplogrupę y-dna (N1c1a2b1) co przedstawiciele innych rosyjskich rodów (Trubeccy, Chowańscy, Golicynowie), wywodzących się według genealogów od Gedymina. 
W historii Rzeczypospolitej istniało kilkanaście rodów, które posiadały oficjalnie uznane tytuły książęce. W II połowie XVIII w. do rodów, które książęcy status uzyskały jeszcze przed unią lubelską (tzw. starych rodów książęcych) zaliczali się m.in. Czartoryscy, którzy należeli również do tradycyjnych książęcych dynastii w Wielkim Księstwie Litewskim. W spisie sygnatariuszy aktu owej unii lubelskiej z lipca 1569 roku, występuje jeden z przedstawicieli rodu Czartoryskich – Aleksander Czartoryski, wspomniany z tytułem książęcym. 
W 1785 roku Czartoryskim została nadana rozszerzona wersja tego herbu.

## Herbowni
Informacje na temat herbownych w artykule sporządzone zostały na podstawie wiarygodnych źródeł, zwłaszcza klasycznych i współczesnych herbarzy. Należy jednak zwrócić uwagę na częste zjawisko przypisywania rodom szlacheckim niewłaściwych herbów, szczególnie nasilone w czasie legitymacji szlachectwa przed zaborczymi heroldiami, co zostało następnie utrwalone w wydawanych kolejno herbarzach. Identyczność nazwiska nie musi oznaczać przynależności do danego rodu herbowego. Przynależność taką mogą bezspornie ustalić wyłącznie badania genealogiczne.
Pełne listy herbownych nie są dziś możliwe do odtworzenia, także ze względu na zniszczenie i zaginięcie wielu akt i dokumentów w czasie II wojny światowej (m.in. w czasie powstania warszawskiego w 1944 spłonęło ponad 90% zasobu Archiwum Głównego w Warszawie, gdzie przechowywana była większość dokumentów staropolskich). Nazwisko znajdujące się w artykule pochodzi z Herbarza polskiego, Tadeusza Gajla. Występowanie danego nazwiska w artykule nie musi oznaczać, że konkretna rodzina pieczętowała się herbem Czartoryski. Często te same nazwiska są własnością wielu rodzin reprezentujących wszystkie stany dawnej Rzeczypospolitej, tj. chłopów, mieszczan, szlachtę. Herb Czartoryski jest herbem własnym, więc do jego używania uprawniona jest zaledwie jedna rodzina: Czartoryscy.

## Galeria

Tarcza hiszpańskiego Księstwa Vista-Alegre(inne języki), należącego do Czartoryskich.
Herb Marii de los Dolores, księżniczki Czartoryskiej.
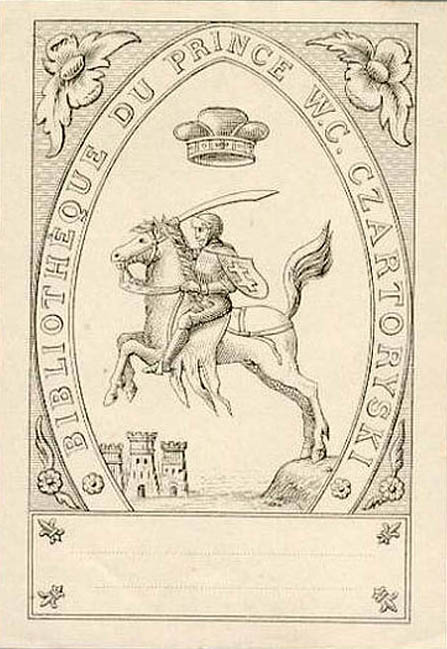
Herb Czartoryski z biblioteki książąt Czartoryskich (XVIII w.).
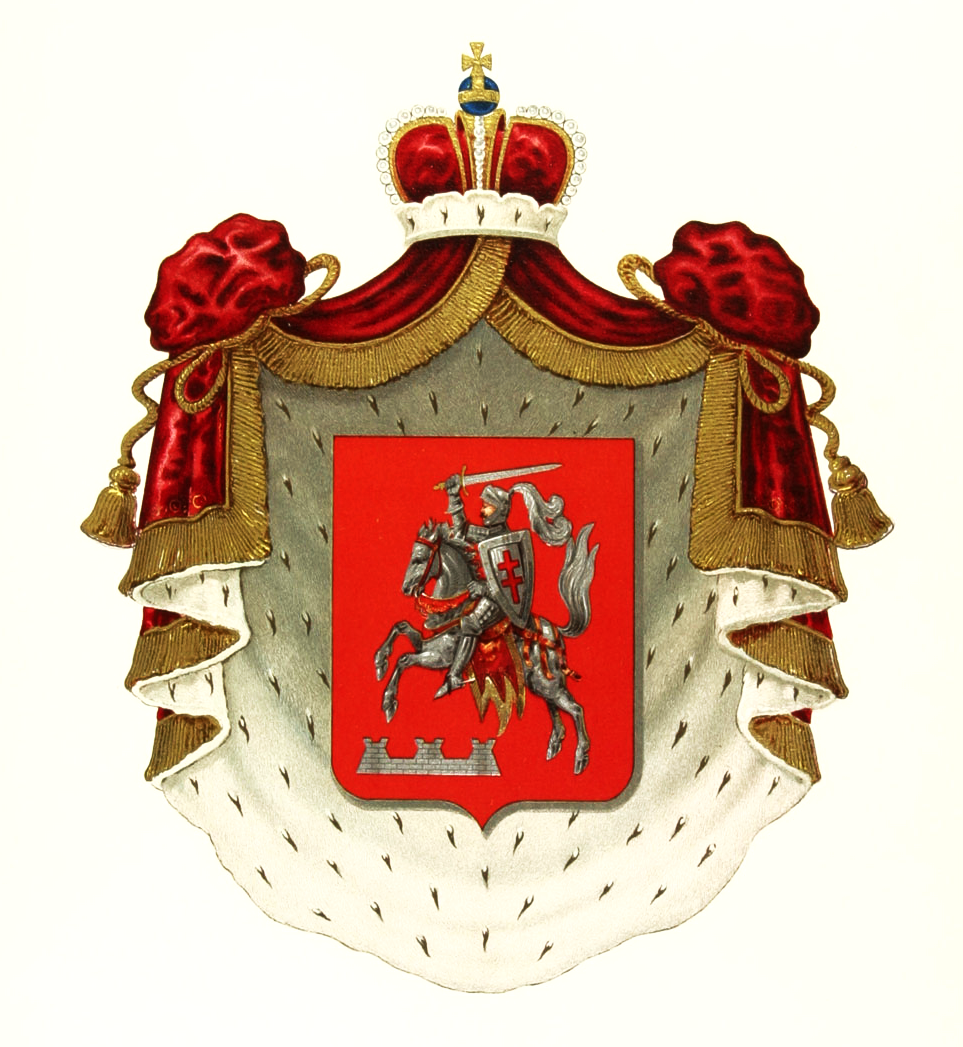
Herb Czartoryski z rosyjskiego herbarza Durasova (1906).
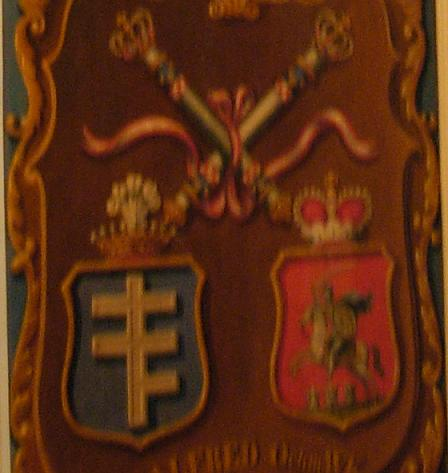
Herby Pilawa i Czartoryski w zamku w Łańcucie.